# 라빈 대 주 사건
라빈 대 주 사건(Ravin v. State)은 미국 알래스카주 대법원의 유명 판례이다. 주내에서 소량의 대마초를 소지하는 것을 허용한 사건이다.